# أولاد سيدي لحسن (لمنابهة)
أولاد سيدي لحسن هو دُوَّار يقع بجماعة المنابهة، عمالة مراكش، جهة مراكش آسفي في المملكة المغربية. ينتمي الدوّار لمشيخة لمنابهة التي تضم 28 دوار. يقدر عدد سكانه بـ 451 نسمة حسب الإحصاء الرسمي للسكان والسكنى لسنة 2004.

## روابط خارجية
- البوابة الوطنية للجماعات الترابية
- المندوبية السامية للتخطيط